# Armando Angelini
Armando Angelini (Seravezza, 31 dicembre 1891 – Seravezza, 17 aprile 1968) è stato un politico e avvocato italiano.

## Biografia
Angelini nacque il 31 dicembre 1891 a Seravezza, in provincia di Lucca, in una famiglia relativamente agiata; si laurea in Giurisprudenza presso l’Università di Pisa ed esercitò per il resto della sua vita la professione di avvocato.
Già consigliere provinciale, alle elezioni politiche del 1921 viene eletto alla Camera dei deputati del Regno d'Italia per il Partito Popolare Italiano, fondato due anni prima da don Luigi Sturzo.
Iscritto alla Democrazia Cristiana (DC), prese parte all'Assemblea Costituente, fu eletto alla Camera dei deputati della Repubblica Italiana nella I e II legislatura mentre nella III e nella IV legislatura invece fu senatore della Repubblica.
Fu Ministro dei trasporti dal 1955 al 1960 nel I Governo Segni, nel Governo Zoli, nel II Governo Fanfani e nel II Governo Segni, e ministro per i Ministro per i rapporti con il Parlamento nel Governo Tambroni, dall'aprile al luglio 1960.
In questi anni e fino al 1963 partecipa a varie Commissioni parlamentari permanenti (tra le quali Giustizia, Lavori pubblici, Trasporti e Marina mercantile). È stato inoltre presidente della Conferenza europea dei ministri dei trasporti (CEMT) e, tra il 1960 e il 1963, membro della Rappresentanza all'Assemblea unica delle Comunità europee e della Commissione parlamentare d'inchiesta sul fenomeno della mafia (1963).
È inoltre noto per aver presentato, il 27 novembre 1953, la proposta di legge sulla "Dichiarazione di pubblica utilità e norme per l'espropriazione degli stabilimenti industriali inattivi" che porta il suo nome, e per la quale venne istituita un'apposita Commissione parlamentare.
Approvò la soppressione di molte ferrovie secondarie e tramvie, all'epoca affrettatamente catalogate come "rami secchi", a tutto vantaggio del trasporto su strada: si tratta di una linea politica di cui sono stati, in seguito, stigmatizzati gli effetti a medio-lungo termine, in termini di congestione del traffico e di inquinamento atmosferico. All'indomani della tragedia di Guidizzolo propose ufficialmente l'immediata soppressione della Mille Miglia e di tutte le gare di velocità svolte su circuiti stradali. La proposta venne subito accolta e resa esecutiva dall'ACI.
Muore a Seravezza il 17 aprile 1968.

## Archivio
Il fondo Armando Angelini, parzialmente ordinato, è attualmente conservato presso l'Archivio storico per la storia del movimento sociale cattolico lucchese.

## Pubblicazioni
- Armando Angelini, Cinque anni di politica dei trasporti, Firenze, Vallecchi, 1961
- Armando Angelini, Meno armi e meno fame nel mondo, Firenze, Olimpia, 1965
- Armando Angelini, E le cicale continueranno a cantare, Firenze, Olimpia, 1965